# Nationalret
En nationalret er en ret, som et folk er kendt for at spise. Nogle landes nationalretter er kendt og elsket over hele verden, mens andre ikke er populære. I mange tilfælde er det svært at kalde et lands retter for nationalretter, da de snarere er egnsretter. Et eksempel er bouillabaisse fra Sydfrankrig.
Som Danmarks nationalret blev i 2014 valgt stegt flæsk med persillesovs.
På andenpladsen som nationalret kom smørrebrød og på tredjepladsen hakkebøf.
De 24 retter fra den danske semifinale var: Gule ærter med svinekæber og salat med mormordressing. Stegt kylling med skilt sovs og grønkålssalat. Stegt sild med kartoffelkompot. Kogt torsk med sennepssauce. Skipperlabskovs. Æbleflæsk. Dyreryg med kvædekompot. Jomfruhummer med blomkål. Krebinetter/karbonader med stuvede grønærter. Fiskefrikadeller med hjemmelavet grov urteremoulade. Flæskesteg med rødkål og skysauce. Stegt flæsk med persillesovs. Brændende kærlighed. Røget sandart med kartofler, syltede rødbeder og kapers. Tarteletter med kylling og svampe. And med agurkesalat og kål. Farseret porre med bløde løg og æbler. Stegt svinekotelet med stuvet hvidkål. Biksemad med rodfrugter. Boller i karry med hjemmelavet chutney. Smørrebrød med gravad laks og kartofler. Frikadeller med kold kartoffelsalat, radiser og purløg. Hakkebøf med bløde løg, spejlæg og stegte rodfrugter. Rødspætte med kartofler, karryremoulade og agurkesalat.
Listen blev reduceret til 8 retter ved afstemningen i november 2014.